# Mikko Alikoski
Mikko Alikoski (* 28. Juli 1986 in Oulu) ist ein ehemaliger finnischer Eishockeyspieler, der für Kärpät Oulu und KooKoo in der Liiga aktiv war und mit Kärpät fünfmal die finnische Meisterschaft gewann.

## Karriere
Mikko Alikoski spielte bereits im Nachwuchsbereich für Kärpät Oulu, für dessen Profiteam er in der Saison 2003/04 sein Debüt in der SM-liiga gab. Seit seinem Debüt hat der Angreifer mit Kärpät in den Jahren 2004, 2007 und 2008 drei Mal den Meistertitel in der SM-liiga gewonnen, wurde 2009 Vize-Meister und 2006 Dritter. Während der Saison 2004/05, in der Kärpät ebenfalls Meister wurde, stand Alikoski ausschließlich für deren Juniorenteam auf dem Eis. Zudem erreichte er mit Kärpät im Jahr 2006 das Finale um den IIHF European Champions Cup, wobei die Mannschaft dem russischen Vertreter HK Dynamo Moskau unterlag.
In der Saison 2012/13 spielte Alikoski für den Mestis-Klub KooKoo, ehe er 2013 zu Kärpät zurückkehrte und mit seinem Heimatverein 2014 und 2015 jeweils die finnische Meisterschaft gewann.
Zwischen 2015 und 2017 ließ er seine Karriere bei KooKoo ausklingen.

### International
Für Finnland nahm Alikoski an der U18-Junioren-Weltmeisterschaft 2004 und der Junioren-Weltmeisterschaft 2006 teil. Bei den Titelkämpfen des Jahres 2006 gewann er mit seiner Mannschaft die Bronzemedaille.

## Erfolge und Auszeichnungen
- 2004 Finnischer Meister mit Kärpät Oulu
- 2006 2. Platz beim IIHF European Champions Cup mit Kärpät Oulu
- 2007 Finnischer Meister mit Kärpät Oulu
- 2008 Finnischer Meister mit Kärpät Oulu
- 2009 Finnischer Vizemeister mit Kärpät Oulu
- 2014 Finnischer Meister mit Kärpät Oulu
- 2015 Finnischer Meister mit Kärpät Oulu

### International
- 2006 Bronzemedaille bei der Junioren-Weltmeisterschaft

## SM-liiga-Statistik
(Stand: Ende der Saison 2016/17)